# Symfonie nr. 3 (Bendix)
Victor Bendix voltooide zijn Symfonie nr. 3 in a mineur opus 25 voor 1895, het jaar waarin het werd uitgegeven.
Bendix was een romanticus in hart en nieren en zo is dan ook deze derde symfonie. Hij stond zichzelf een afwijking van de traditionele symfonie toe; hij componeerde een driedelige symfonie. Het eerste deel is een fantasie dat gespeeld wordt in de tempi Adagio molto – moderato cantabile en hierin is ook het belangrijkste thema te horen. Deel 2 is een scherzo appasionato (Bunte Bilder) gespeeld in het tempo molto vivace. Het heeft als ondertitel veelkleurige beelden (veranderende straatindrukken) waarbij de maatsoort af en toe wisselt. Deel 3 is dan al het slot, maar kan ook gezien worden als het normale uitdiepende derde deel, echter zoals gezegd er is geen vierde deel. In dit deel, een elegie in lento ma non troppo is in de verte nog een weerslag van het thema te vinden.
Bij een dergelijk werk hoort natuurlijk ook een “klassieke” bezetting in het orkest:
- 2 dwarsfluiten waarvan 1 ook piccolo, 2 hobo’s, 2 klarineten, 2 fagotten
- 4 hoorns, 2 trompetten, 3 trombones, 1 tuba
- 1 stel pauken, triangel, bekkens, grote trom, 1 harp,
- violen, altviolen, celli, contrabassen

## Discografie
Uitgave Danacord: Het Omsk Philharmonisch Orkest o.l.v. Jevgeni Sjestakov